# محمدخان (گلشاه خان)
محمدخان (گلشاه خان)، روستایی از توابع بخش میان‌کنگی شهرستان زابل در استان سیستان و بلوچستان ایران است.

## جمعیت
این روستا در دهستان دوست‌محمد قرار دارد و براساس سرشماری مرکز آمار ایران در سال ۱۳۸۵، جمعیت آن ۷۷ نفر (۱۸خانوار) بوده‌است.